# Dan Craven
Dan Craven (Otjiwarongo, 1 februari 1983) is een Namibisch wielrenner.

## Carrière
Namens zijn land nam hij deel aan de Olympische Zomerspelen van 2012. Hij reed de wegwedstrijd niet uit. Op 23 augustus 2014 startte Craven aan zijn eerste Grote Ronde: de Ronde van Spanje 2014. In het eindklassement eindigde hij op een 140e plek. Zijn beste etappe resultaat was een 72e plek. Van juli 2014 tot en met 2015 reed hij voor Team Europcar.
In 2016 nam Craven deel aan de wegwedstrijd op de Olympische Spelen in Rio de Janeiro, maar reed deze niet uit. Vanwege afzeggingen van deelnemers uit andere landen mocht hij ook deelnemen aan de tijdrit, waarin hij ruim een kwartier langzamer was dan winnaar Fabian Cancellara en zo op de laatste plek eindigde.
Van 2018 tot en met 2020 reed hij bij de Duitse amateurploeg Embrace The World waarna hij stopte met wielrennen.

## Overwinningen
2005
 Namibisch kampioen op de weg, Elite
2006
 Namibisch kampioen op de weg, Elite
2007
Nedbank Cycle Classic
Namibian Cycle Classic
2008
Nedbank Cycle Classic
 Namibisch kampioen op de weg, Elite
GP Cristal Energie
 Afrikaans kampioen op de weg, Elite
2009
Eindklassement UCI Africa Tour
2010
1e etappe FBD Insurance Ras
3e etappe Tobago International
4e etappe Ronde van Rwanda
2011
Nedbank Cycle Classic
4e etappe Ronde van León
2014
Eind- en bergklassement Ronde van Kameroen
2015
 Namibisch kampioen op de weg, Elite
2016
 Namibisch kampioen op de weg, Elite
2018
6e etappe Ronde van Senegal
Eindklassement Ronde van Senegal

## Resultaten in voornaamste wedstrijden
| Jaar | Ronde van Italië | Ronde van Frankrijk | Ronde van Spanje |
| ---- | ---------------- | ------------------- | ---------------- |
| 2009 |                  |                     |                  |
| 2014 |                  |                     | 140e             |
| 2015 |                  |                     |                  |

| Jaar |  | WK op de weg |
| ---- |  | ------------ |
| 2009 |  | opgave       |
| 2014 |  |              |
| 2015 |  |              |

## Ploegen
- 2009 –  Rapha Condor
- 2010 –  Rapha Condor-Sharp
- 2011 –  Rapha Condor-Sharp
- 2012 –  Team IG-Sigma Sport
- 2013 –  Synergy Baku Cycling Project
- 2014 –  Bike Aid-Ride for Help (tot 30-6)
- 2014 –  Team Europcar (vanaf 1-7)
- 2015 –  Team Europcar
- 2016 –  Cycling Academy Team
- 2017 –  Israel Cycling Academy

Burke · Craven · Gaywood · Griffiths · Hawkins · Hayles · Lampier · Last · Lloyd · Murray · Richardson · Sybrandy
Cəbrayılov · Clarke · Craven · Ebsen · Huseby · İsgəndərov · İsmayılov · Əsədov · Lane · Manan · McConvey · Mustafayev · Nağıyev · Pozdnijakov · Rogers · Schweizer · Soeroetkovytsj · Hüseynzadə (stagiair)
Akanga · Bichlmann · Craven · Debesay · Dörle · Fritz · Hantzsch · Hümbert · Keunecke · Lechner · Mayer · Meron · Pria · Schäfer · Schnapka · Stockhausen · Wills · Wolf · Carstensen (stagiair) · Exner (stagiair)
Arashiro · Berhane · Bernaudeau · Coquard · Cousin · Craven · Duchesne · Engoulvent · Gautier · Gène · Guillemois · Hurel · Jeandesboz · Jérôme · Kern · Lamoisson · Malacarne · Martinez · Méderel · Nauleau · Pichot · Quéméneur · Reza · Rolland · Sicard · Thurau · Tulik · Voeckler · Cardis (stagiair) · Cornu (stagiair) · Krainer (stagiair)
Arashiro · Bernaudeau · Boudat · Coquard · Cousin · Craven · Duchesne · Engoulvent · Gautier · Gène · Guillemois · Hurel · Jeandesboz · Jérôme · Lamoisson · Martinez · Méderel · Morice · Nauleau · Pichot · Quéméneur · Rolland · Sicard · Thévenot · Tulik · Voeckler · Guyot (stagiair) · Krainer (stagiair) · Sellier (stagiair)
Boivin · Craven · Dempster · Díaz · Goldstein · Lemus · Lowndes · Neilands · Perry · Räim · Sagiv · Schreurs · Turek · Williams · van Winden · Yechezkel · Einhorn (stagiair) · Niv (stagiair) · Sessler (stagiair)